# USS Volador (SS-490)
Lo USS Volador (codice alfanumerico SS-490) è stato un sommergibile della United States Navy, appartenente alla classe Tench e completato nell'immediato secondo dopoguerra. Continuamente aggiornato e intensamente impiegato, nel 1972 fu ceduto alla Marina Militare, che lo ribattezzò Gianfranco Gazzana-Priaroggia e gli dette il nuovo distintivo ottico S 502. Fu rottamato una decina d'anni più tardi.

## Servizio nella United States Navy
Impostato al Portsmouth Naval Shipyard di Kittery nel Maine, il 15 giugno 1945, la sua costruzione venne interrotta nel gennaio 1946 per poi essere ripresa nell'agosto 1947. Delle centoquarantasei unità previste della classe ne vennero costruite solo trentacinque a causa della fine del conflitto. La costruzione venne ripresa aggiornata a dei nuovi standard chiamati GUPPY e basati sulle invenzioni tedesche della parte finale del conflitto. Varato il 21 maggio 1948 e completata la costruzione il 1º ottobre dello stesso anno concluse le prove il 20 gennaio 1949.
Il battello ebbe una vita operativa molto intensa prendendo anche parte alla guerra del Vietnam e venne aggiornato a nuovi standard GUPPY.

## Servizio nella Marina militare
Il 18 agosto 1972, insieme al gemello USS Pickerel, ribattezzato a sua volta Primo Longobardo, fu trasferito all'Italia, prendendo il nome da Gianfranco Gazzana Priaroggia, comandante del Leonardo da Vinci e medaglia d'oro al valor militare della seconda guerra mondiale. L'unità è stata radiata il 31 maggio 1981.
Attualmente a portare questo nome è un battello della classe Sauro contraddistinto dalla matricola S 525.